# Електроника на бази чврстог стања
Електроника на бази чврстог стања је полупроводничка електроника: електронска опрема која користи полупроводничке уређаје као што су транзистори, диоди и интегрисана кола (ИЦ). Овај термин се такође користи као придев за уређаје у којима полупроводнички уређаји без покретних делова замењују уређаје са покретним деловима, као што је релеј на бази чврстог стања, у којем транзисторски прекидачи замењују покретни електромеханички релеј, или чврстостојни диск (ССД), тип полупроводничке меморије који се користи у рачунарима да замени чврсте дискове, који чувају податке на ротирајућем диску.

## Историја
Термин "чврсто стање" постао је популаран на почетку ере полупроводника 1960-их година како би се разликовала ова нова технологија. Полупроводнички уређај ради тако што контролише електричну струју која се састоји од електрона или шупљина које се крећу унутар чврстог кристалног комада полупроводничког материјала као што је силицијум, док су термионске вакумске цеви које су замењене радиле тако што су контролисале струју електрона или јона у вакуму унутар затворене цеви.
Иако је први уређај на бази чврстог стања био детектор "мачјих бркова", примитивна полупроводничка диода изумљена око 1904. године, електроника на бази чврстог стања започела је изумом транзистора 1947. године. Пре тога, сва електронска опрема користила је вакумске цеви, јер су вакумске цеви биле једини електронски компоненти који су могли појачавати — што је била основна способност свих електронских уређаја. Транзистор, који су изумели Џон Бардин и Волтер Хаусер Братеин радећи под вођством Вилијама Шоклија у Бел лабораторијама 1947. године, такође је могао појачавати и заменио је вакумске цеви. Први транзисторски ХИ-ФИ систем развили су инжењери компаније ГЕ и демонстрирали га на Универзитету у Филаделфији 1955. године. У смислу комерцијалне производње, 'Fisher TR-1' био је први "савршено транзисторски" предуспичивач који је постао доступан средином 1956. године. 1961. године, компанија под именом 'Transis-tronics' издаје појачавач на бази чврстог стања, 'TEC S-15'.
Замењивање великих, крхких и енергетски захтевних вакумских цеви транзисторима 1960-их и 1970-их година створило је револуцију не само у технологији, већ и у навикама људи, чинећи могућим прве заиста преносне потрошачке електронске уређаје као што су транзисторски радио, касетофон, радиофонија и кварцни сат, као и прве практичне рачунаре и мобилне телефоне. Други примери електронских уређаја на бази чврстог стања су микропроцесор, ЛЕД лампа, соларни панел, ццд сензор за слике који се користи у камерама и полупроводнички ласер.
Током 1960-их и 1970-их, произвођачи телевизора су прешли са вакумских цеви на полупроводнике и оглашавали телевизоре као "100% чврсто стање", иако је катодна цев (ЦРТ) и даље била вакумска цев. То је значило да је само кућиште било "100% чврсто стање", не укључујући ЦРТ. Ранија оглашавања су јасно разјаснила ову разлику, али су каснија оглашавања претпоставила да је публика већ била едукована о томе и скратиле су је на само "100% чврсто стање". ЛЕД дисплеји се могу сматрати заиста "100% чврсто стање".